# Gone and Out
Gone and Out är Waltz for Debbies första och enda studioalbum, utgivet 13 juni 2000 på skivbolaget Labrador.
Albumet föregicks av singlarna He Loves Anna (juli 1999) och Once Upon a Time (januari 2000). Den senare blev en radiohit och tillbringade tio veckor på P3:s singellista samma år.
2001 utgavs skivan på nytt av det amerikanska skivbolaget Hidden Agenda med två bonusspår: "I'll Be King" och "My Angel". Dessa låtar hade tidigare utgivits som b-sidor. Hidden Agenda-versionen hade även ett nytt skivomslag: det ursprungliga röda omslaget hade ersatts med ett motiv föreställande en sjö med berg i bakgrunden.

## Produktion
Skivan har tre olika producenter: Cosima, Martin Permer och Stefan Sjölund. För låt nummer tio, "Sun Song", finns ingen producent angiven. Skivan mastrades på Polar Mastering av Åsa Winzell och mixades av Per Stappe.

## Låtlista
Där inte annat anges är text och musik skriven av Martin Permer.

### 2000 års version
1. "Shooting Birds" - 3:16 (text: Annica Lundbäck, Stefan Sjölund, Martin Permer)
2. "Fade Away" - 3:57 (text: Jens Liljestrand)
3. "You and I and Brett and Alice" - 3:45 (text och musik: Stefan Sjölund och Martin Permer)
4. "Once Upon a Time" - 3:06
5. "Go Into Reverse" - 3:40
6. "Leave You with a Smile" - 3:15
7. "He Loves Anna" - 3:23 (text: Annica Lundbäck, Stefan Sjölund, Martin Permer)
8. "Flowers First" - 3:47
9. "Gone and Out" - 3:48
10. "Sun Song" - 3:45

### 2001 års version
1. "Shooting Birds" - 3:16 (text: Annica Lundbäck, Stefan Sjölund, Martin Permer)
2. "Fade Away" - 3:57 (text: Jens Liljestrand)
3. "You and I and Brett and Alice" - 3:45 (text och musik: Stefan Sjölund och Martin Permer)
4. "Once Upon a Time" - 3:06
5. "Go Into Reverse" - 3:40
6. "Leave You with a Smile" - 3:15
7. "He Loves Anna" - 3:23 (text: Annica Lundbäck, Stefan Sjölund, Martin Permer)
8. "Flowers First" - 3:47
9. "Gone and Out" - 3:48
10. "Sun Song" - 3:45
11. "I'll Be King" - 3:07 (text: Annica Lundbäck)
12. "My Angel" - 2:01 (musik: Lars Gustafsson Permer)

## Personal
Siffrorna inom parentes anger låtnummer.
- Börje Backman - flöjt (4, 9)
- M. Bembop - dragspel (11)
- Eva-Lotta Bengtsson - omslagsdesign
- Cosima - producent (11)
- Conny Fridh - bas (5, 11), gitarr (5, 11)
- Lars Gustafsson Permer - gitarr (2, 6, 9)
- Måns Katsler - trummor (9)
- Annica Lundbäck - bakgrundssång (1-2, 6)
- Martin Permer - producent (1-9, 12), bakgrundssång (1, 5-6)
- Håkan Rydin - piano (10)
- Stefan Sjölund - producent (1-7, 9), bakgrundssång (1-2, 6)
- Per Stappe - mixning
- Martin Sventorp - inspelning, gitarr (3), bas (4)
- Åsa Winzell - mastering
- Anders Öqvist - fotografi

### Fotnoter
1. ↑  ”Gone and Out”. Discogs.com. http://www.discogs.com/Waltz-For-Debbie-Gone-And-Out/release/2229412. Läst 25 februari 2012.
2. ↑  ”Waltz for Debbie”. Labrador Records. Arkiverad från originalet den 18 augusti 2012. https://web.archive.org/web/20120818212355/http://www.labrador.se/artists/wfd.php3. Läst 25 februari 2012.
3. 1 2 3 4  ”Gone and Out (Hidden Agenda)”. Discogs.com. http://www.discogs.com/Waltz-For-Debbie-Gone-And-Out/release/1292774. Läst 25 februari 2012.